# Nengonengo

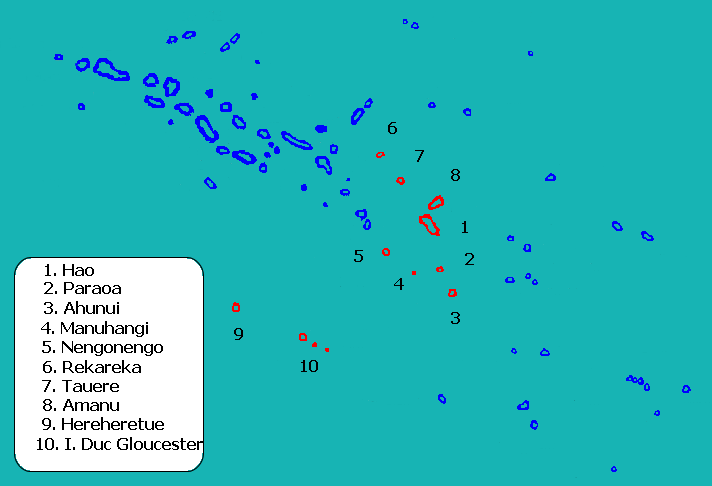
Localização de Nengonengo no arquipélago de Tuamotu (n.º 5)

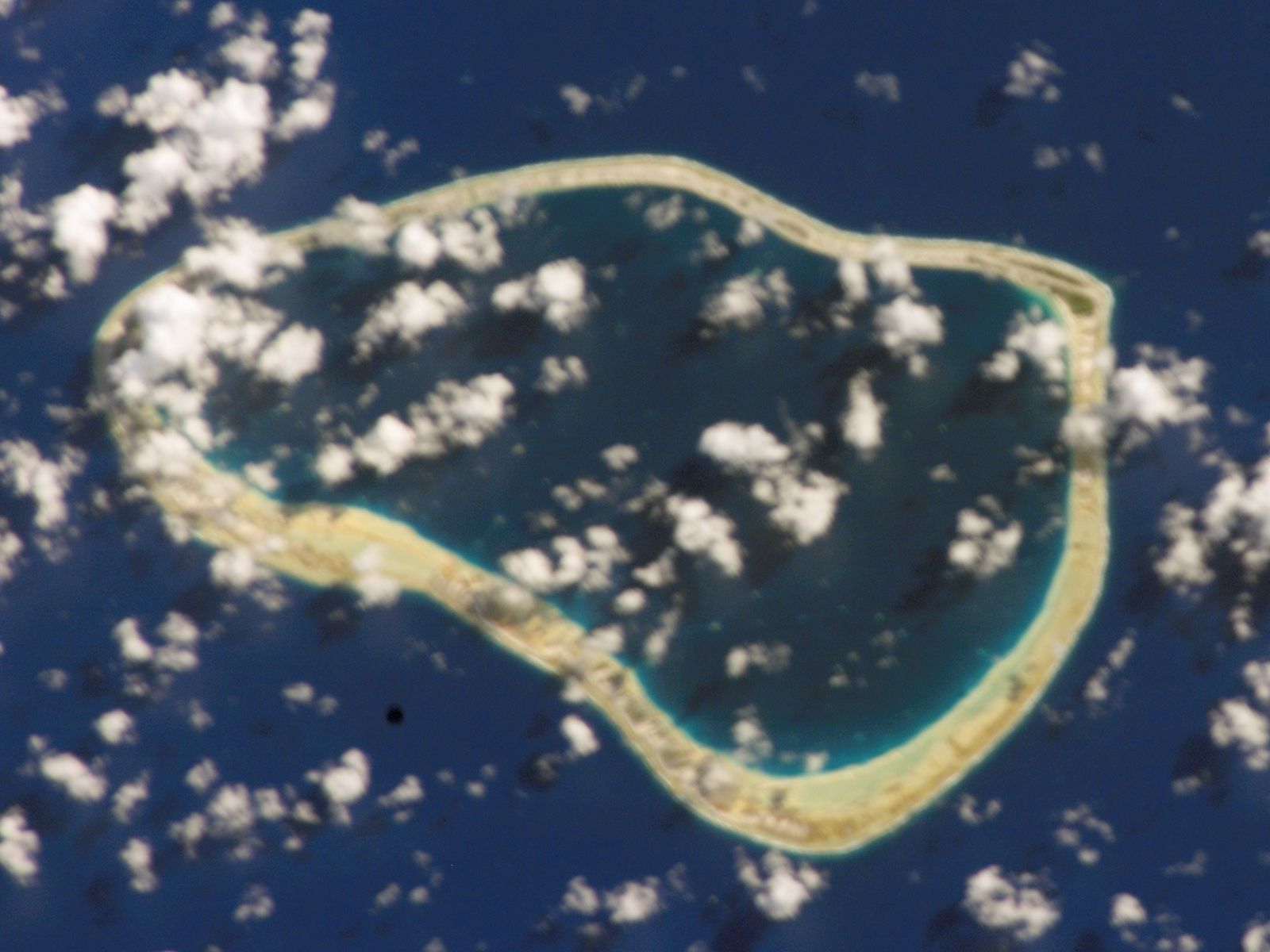
Imagem de satélite do atol Nengonengo

Nengonengo ou Nengo Nengo é um atol das Tuamotu, na Polinésia Francesa, incluído na comuna de Hao. Está situado a 53 km a sudeste de Ravahere e a 100 km  a sudoeste de Hao.
É um atol com área total emersa de 9 km2 circundando uma lagoa de 67 km2. Tem 54 habitantes e não tem nenhuma infraestrutura senão umas cisternas. Foi descoberto em 1767 pelo inglês Samuel Wallis que o chamou Prince William Island.
Nengonengo pertence à comuna de Hao, que também inclui os atóis desabitados Ahunui, Manuhangi e Paraoa.